# راي فوكس
راي فوكس (بالإنجليزية: Ray Fox)‏ هو مالك فريق ناسكار ‏ أمريكي، ولد في 28 مايو 1916، وتوفي في 15 يونيو 2014 في دايتونا بيتش في الولايات المتحدة بسبب ذات الرئة.